# Enzo Pulcrano
Enzo Pulcrano (eigentlich Vicenzo Pulcrano; * 21. Mai 1943 in Acerra; † 28. Februar 1992 in Rom) war ein italienischer Schauspieler.
Enzo Pulcrano spielte in zumeist billig produzierten Filmen der 1970er Jahre, oft unter Pseudonymen wie Paul Crain, gewichtige Nebenrollen als Banditenführer oder andere zwielichtige Gestalten in zunächst Italowestern und dann Poliziotteschi. Eine seltene Hauptrolle wurde im von Mario Bianchi für La banda Vallanzasca 1977 übertragen. Für Marcello Zeanis A pugni nudi schrieb er 1974 das Drehbuch.

## Filmografie (Auswahl)
- 1971: Adios Companeros (Giu la testa… hombre)
- 1971: Black Killer (Black killer)
- 1971: Halleluja pfeift das Lied vom Sterben (Giù le mani… carogna!)
- 1971: Dakota – Nur der Colt war sein Gesetz (Rimase uno solo e fu la morte per tutti!)
- 1972: Arriva Eldorado (Scansati… a Trinità arriva Eldorado)
- 1972: Il magnifico West
- 1972: Kopfgeld für einen Killer (Un bounty killer a Trinità)
- 1973: Colorado – Zwei Halunken im Goldrausch (Amico mio, frega tu… che frego io!)
- 1973: Nonnen, Gold & Gin (Sette monache a Kansas City)
- 1975: Auge um Auge (La città sconvolta: caccia spietata ai rapitori)
- 1976: Eiskalte Typen auf heißen Öfen (Uomini si nasce poliziotti si muore)